# Notiobiella brasiliensis
Notiobiella brasiliensis är en insektsart som beskrevs av Monserrat och Penny 1983. Notiobiella brasiliensis ingår i släktet Notiobiella och familjen florsländor. Inga underarter finns listade i Catalogue of Life.